# Rebel Salute
Rebel Salute – jeden z największych festiwali muzyki reggae na Jamajce, organizowany w nadmorskim kompleksie sportowym Port Kaiser w pobliżu miejscowości Alligator Pond w regionie Saint Elizabeth, nieprzerwanie od roku 1994.
Początkowo była to niewielka impreza, organizowana z okazji urodzin popularnego wokalisty i DJ-a, Patricka Barretta (znanego pod pseudonimem Tony Rebel) przez należącą do niego agencję Flames Production. Kilka pierwszych edycji odbyło się na niezabudowanym obszarze kompleksu rekreacyjnego Brooks Park w Mandeville, stolicy regionu Manchester, z którego pochodzi Barrett. Wraz ze wzrostem popularności festiwalu, został on przeniesiony na bardziej rozległy teren kompleksu sportowego Port Kaiser, położonego na południowym wybrzeżu wyspy. Impreza odbywa się pod hasłem "No weapons, no drugs, no alcohol, no meat" ("Żadnej broni, żadnych narkotyków, żadnego alkoholu, żadnego mięsa"), w jej trakcie sprzedawana jest wyłącznie wegetariańska żywność Ital.
Po podpisaniu 3-letniego kontraktu sponsorskiego z firmą PepsiCo, w latach 2010-2012 festiwal nosił nazwę "Pepsi Rebel Salute". Ostatnia jak do tej pory, XIX edycja festiwalu, miała szczególny charakter ze względu na równoległe obchody 50. urodzin Barretta i 50. rocznicy odzyskania przez Jamajkę niepodległości. Podczas imprezy, oprócz Tony'ego Rebela, wystąpili m.in.: Capleton, Gramps Morgan, Johnny Clarke, Johnny Osbourne, Luciano, Max Romeo, Maxi Priest, Queen Ifrica, Romain Virgo, Stephen Marley, Tarrus Riley oraz Yami Bolo.